# Seznam řek v Africe
Seznam řek v Africe. Tabulka obsahuje řeky, které jsou delší než 2000 km.

## Tabulka řek
| Poř. | Řeka    | Délka km | Povodí tisíce km² | Průtok m³/s | Ústí do           | Protéká státy                                                          |
| ---- | ------- | -------- | ----------------- | ----------- | ----------------- | ---------------------------------------------------------------------- |
| 1.   | Nil     | 6 695    | 2 870 000         | 5 100       | Středozemní moře  | Burundi, Rwanda, Tanzanie, Uganda, Jižní Súdán, Súdán, Egypt           |
| 2.   | Kongo   | 4 700    | 3 680 000         | 41 800      | Guinejský záliv   | Demokratická republika Kongo, Angola, Republika Kongo                  |
| 3.   | Niger   | 4 200    | 2 090 000         | 9 570       | Guinejský záliv   | Guinea, Mali, Niger, Benin, Nigérie                                    |
| 4.   | Zambezi | 2 574    | 1 570 000         | 7 000       | Mosambický průliv | Zambie, Angola, Zimbabwe, Mosambik                                     |
| 5.   | Ubangi  | 2 300    | 772 800           | 5 000       | Kongo             | Demokratická republika Kongo, Republika Kongo, Středoafrická republika |
| 6.   | Kasai   | 2 000    | 880 200           | 10 000      | Kongo             | Demokratická republika Kongo, Angola                                   |